# Култура Ирана
Култура Ирана (персијски: فرهنگ ایران) или култура Персије је међу најутицајнијим на свијету. Иран (Персија) се широко сматра једном од колијевки цивилизације. Због свог доминантног геополитичког положаја у свијету, снажно је утицао на народе и културе смјештене у јужној Европи, источној Европи на западу; Централној Азији на сјеверу; и Јужној Азији, Источна Азија и Југоисточна Азија на истоку. Иранска историја је имала значајан утицај на свијет кроз умјетност, архитектуру, поезију, науку и технологију, медицину, филозофију и инжењеринг. Култура Ирана, као и сам Иран, датира око двије и по хиљаде година уназад и датира из доба зороастризма. Модерна култура која постоји у Ирану је сложена синтеза предисламских и исламских норми, феномена, идеја и слика. 
Дуго времена је иранска култура била доминантна култура Блиског истока и централне Азије, а персијски је био језик интелигенције, елите ових региона, током већег дијела другог миленијума нове ере.
Током сасанидске ере, иранска култура је имала значајан утицај на Кину, Индију и Римско царство, достигавши западну Европу и Африку. Овај утицај је одиграо значајну улогу у формирању и азијске и европске средњовековне умјетности. Многи важни слојеви онога што је тада постало познато као исламско знање: филологија, књижевност, јуриспруденција, филозофија, медицина, архитектура и природне науке били су засновани на различитим принципима и праксама преузетим из Сасанијског Ирана.
Еклектична културна еластичност једна од кључних карактеристика иранског идентитета и кључ његове историјске дуговјечности. Штавише, иранска култура се манифестовала у неколико аспеката током историје Иранске висоравни, као и Јужног Кавказа, Западне Азије и Централне Азије.

## Језици Ирана
У Ирану се говори неколико језика, укључујући језике из иранске, турске и семитске језичке породице. Према Свјетској књизи чињеница, 78% Иранаца говори ирански језик као свој матерњи језик, 18% говори турски језик као свој матерњи језик, а 2% говори семитски језик као свој матерњи језик, док преосталих 2% говори језике из разних других групе. Иако Азери говоре турски језик, због своје културе, историје и генетике, често се повезују са иранским народима.
Преовлађујући језик и национални језик Ирана је персијски, који се течно говори широм земље. Азерски се говори првенствено и широко на сјеверозападу, курдски и лури се говоре првенствено на западу, мазандарани и гилаки се говоре у регионима дуж Каспијског мора, арапски првенствено у приобалним регионима Персијског залива, белучки првенствено на југоистоку и туркменски првенствено у сјеверним пограничним регионима. Мањи језици раширени у другим регионима, између осталих, укључују талишки, грузијски, јерменски, асирски и черкески.
Према стручној публикацији Ethnologue: Languages of the World процењује да постоји 86 иранских језика, од којих су највећи персијски, пашту и курдски дијалекатски континуум са процјењеним 150–200 милиона изворних говорника иранских језика широм свијета. Персијски дијалекти се спорадично говоре широм региона од Кине преко Сирије до Русије, мада углавном на Иранској висоравни.

## Религије Ирана
Зороастризам је био национална вјера Ирана више од миленијума прије арапског освајања. Имао је огроман утицај на иранску филозофију, културу и умјетност након што је народ Ирана прешао на ислам. Персијска династија Саманида учинила је велике покушаје да прошири исламску вјеру у 9. и 10. вијеку, истовремено промовишући персијски културни препород. Све до 16. вијека, Иран је био већински сунитски, што је започело златно доба умјетности и науке. Године 1501. династија Сафавида преузела је контролу над Ираном и учинила шиитски ислам државном религијом, што је био један од најважнијих догађаја у исламској историји.
Данас од 98% муслимана који живе у Ирану, око 89% су шиити, а само око 9% сунити. Ово је сасвим супротан тренд процентуалне дистрибуције шиита према сљедбеницима сунитског ислама у остатку муслиманског становништва од државе до државе (првенствено на Блиском истоку) и широм остатка свијета.
Следбеници Бахаи вјере чине највећу немуслиманску мањину у Ирану. Бахајци су раштркани по малим заједницама у Ирану, иако изгледа да постоји велика популација Бахаја у Техерану. Иранска влада активно спроводи прогон Бахаја.
Сљедбеници хришћанске вере се састоје од око 250.000 Јермена, око 32.000 Асираца и малог броја римокатолика, англиканаца и протестантских Иранаца које су мисионари преобратили у ранијим вијековима. Дакле, хришћани који живе у Ирану су првенствено потомци старосједелачких хришћана који су преобраћени током 19. и 20. вијека.
Јудаизам је званично призната вјера у Ирану и упркос непријатељствима између Ирана и Израела око палестинског питања, миленијумима стара јеврејска заједница у Ирану ужива право да слободно практикује своју вјеру, као и да има мјесто у парламенту посвећено репрезентативни припадник своје вјере. Поред хришћанства и јудаизма, зороастризам је још једна званично призната религија у Ирану, иако сљедбеници ове вјере немају велику популацију у Ирану. Поред тога, иако је било изолованих инцидената, предрасуда против Зороастријанаца, већина сљедбеника ове вјере није била прогањана.

## Празници
Персијска година почиње у прољећној равнодневици: ако астрономска прољећна равнодневица долази прије поднева, онда је данашњи дан први дан персијске године. Ако равнодневица пада послије поднева, онда је сљедећи дан званични први дан персијске године. Персијски календар, који је званични календар Ирана, је соларни календар са почетном тачком која је иста као и исламски календар. Према иранском Закону о раду, петак је седмични дан одмора. Радно вријеме државних службеника је од суботе до среде (од 8 до 16 часова).
Иако датуми одређених празника у Ирану варирају (због календарског система који користе, већина ових празника је отприлике у исто вријеме), неки од главних државних празника у Ирану укључују Дан национализације нафте (20. март), Јалда (која је најдужа ноћ у години) (21. децембар), Новруз — што је ирански еквивалент Нове године (20. март), дан пророковог рођендана и имама Садека (4. јуна) и дан смрти имама Хомеинија (5. јуна). Додатни празници укључују Годишњицу устанка против шаха (30. јануар), Ашуру (11. фебруар), Побједу исламске револуције 1979. (20. јануар), Сиздах-Бедар — Дан јавних излета за окончање Новруза (1. април) и Исламски Дан Републике (2. април).
Ирански празници који имају дубоке културне корене у историји земље укључују:
- Новруз (перс. نوروز) је новогодишњи празник (21-23. март или 1. фарвардин).
- Чахаршанбе-Сури (персијски: چهارشنبه‌سوری) је празник ватре уочи Новруза, који обиљежава долазак прољећа и поновно рађање природе.
- Сиздах-бе-дар (перс. سیزده بدر) - дан природе (2. април или 13. фарвардин).
- Шаб-е Јалда (перс. شب چله) - ноћ рођења Митре, персијског бога свјетлости и истине (21-21. децембар, у ноћи од 30. азара на 1. дан).
- Мехреган (перс. مهرگان) је народни празник жетве, лични дан Митре (2. или 16. октобар Мехра).

## Жене у персијској култури
Од Револуције 1979. године, Иранке су изгубиле скоро сва своја права која су стечена 1962. године под влашћу Мохамеда Резе Пахлавија. Многе рестриктивне и законске мјере су наметнуте од 1979. године, укључујући обавезни хиџаб. По закону, свједочење жена на суду вриједи упола мање од свједочења мушкараца под владавином исламског режима, старост за улазак у брак је 9 година, а брачно силовање је легално. Жене не могу напустити земљу без формалне дозволе својих старатеља (оца или мужа). Не могу да се кандидују за предсједника или да постану судије. Ово је упечатљива промјена у односу на пуна и једнака права која су жене уживале током Пахлавијеве ере. Иранке које су стекле самопоуздање и високо образовање током Пахлавијеве ере учествовале су у демонстрацијама против шаха за рушење монархије. Култура образовања за жене била је веома снажно успостављена у вријеме револуције, тако да је и након револуције велики број жена ушао у државну службу и високо образовање. Иако је Исламска Република снажно повлачила права жена, Иранке су биле на челу напретка, образовања и борбе за слободу. Године 1996. четрнаест жена је изабрано у Исламску консултативну скупштину. Године 2003., прва жена судија у Ирану током Пахлавијеве ере, Ширин Ебади, добила је Нобелову награду за мир за своје напоре у промовисању људских права.
Према свјетској анкети УНЕСКО-а, на нивоу основног уписа Иран има највећи однос жена и мушкараца на свијету међу сувереним нацијама, са односом жена и мушкараца од 1,22 : 1,00. До 1999. Иран је имао 140 женских издавача, довољно да одрже изложбу књига и часописа које су издавале жене. Од 2005. године, 65% иранских универзитетских студената и 43% његових плаћених радника биле су жене, а почетком 2007. скоро 70% иранских студената науке и инжењерства су жене. Ово је довело до тога да многе жене са дипломираним школама и универзитетима буду недовољно искоришћене. Ово почиње да утиче на иранско друштво и био је фактор који је допринео протестима иранске омладине у различитим временима током посљедњих неколико деценија.
Током посљедњих деценија, Иранке су имале значајно присуство у иранском научном покрету, умјетничком покрету, књижевном новом таласу и савременој иранској кинематографији. Жене чине 60% свих студената природних наука, укључујући сваког петог докторанта.

## Традиција и обичаји

### Свадбене церемоније
Постоје двије фазе у типичном ритуалу вјенчања у Ирану. Понекад се обје фазе одвијају у једном дану. Прва фаза је позната као "Агхд", што је у основи законска компонента брака у Ирану. У овом процесу, млада и младожења, као и њихови старатељи, потписују брачни уговор. Ова фаза се обично одвија у кући невјесте. Након што се овај правни процес заврши, наступа друга фаза, "Јасхн-е Арооси". У овом кораку, који је у основи свадбени пријем, гдје се одржавају праве гозбе и прославе, обично траје око 3-7 дана. Церемонија се одвија у украшеној просторији са цвијећем и прелијепо украшеном простирком на поду. Овај намаз се обично преноси са мајке на ћерку и састоји се од веома лијепих тканина као што су "Термех" (кашмир), "Атлас" (златом везени сатен) или "Абришам" (свила).
На овај намаз стављају се предмети: огледало (судбине), два канделабра (који представљају младу и младожењу и њихову свијетлу будућност), послужавник са седам разнобојних биљака и зачина (укључујући мак, дивљи пиринач, анђелику, со, семенке црне, црни чај и тамјан). Ове биљке и зачини играју специфичне улоге у распону од разбијања чини и врачања, до засљепљивања злог ока и спаљивања злих духова. Поред ових биљака/зачина, посебан печени и украшени сомун, корпа украшених јаја, украшени бадеми, ораси и љешници (у љусци да представљају плодност), корпа нара/јабука (за радосну будућност као ово воће сматрају се божанским), шоља ружине водице (од специјалних персијских ружа)—која помаже у мирису ваздуха, чинија направљена од шећера (очигледно да заслади живот младом брачном пару) и мангала са запаљеним угљем и посута дивљим рута (као начин да се одврати урок и да се прочисти свадбени ритуал) стављају се и на намаз. Коначно, ту су и додатни предмети који се морају ставити на намаз, укључујући здјелу златника (да представља богатство и просперитет), шал/мараму од свиле/фине тканине (који ће се држати преко главе младе и младожење у одређеним тачкама у церемонији), двије шећерне шишарке—које су мљевене изнад главе младе и младожења и тако симболизују слаткоћу/срећу, шољу меда (за заслађивање живота), иглу и седам нити обојеног конца (шал који се држи изнад главе младе и младожења је ушивена уз конце током цијеле церемоније), и копија Свете књиге пара (друге религије захтевају различите текстове); али све ове књиге симболизују Божји благослов за пар. Рано доба у браку — посебно за невјесте — је дуго документована карактеристика брака у Ирану. Док су грађани Ирана покушавали да легално промјене ову праксу увођењем већег минимума у брак, постојало је безброј препрека за такав покушај. Иако се просјечна старост жена које се удају повећала за око пет година у посљедњих неколико деценија, удаје младих дјевојака је и даље уобичајена карактеристика брака у Ирану—иако постоји члан у иранском грађанском законику који забрањује брак жена млађих од 15 година и мушкарци млађих од 18 година.

### Традиционални празници/прославе
Иранци наредне дане славе на основу соларног календара, поред важних верских дана исламског и шиитског календара, који се заснивају на лунарном календару.
Новруз (иранска Нова година) – почиње од 21. марта
сиздах бедар (Дан природе)
Тирган (Фестивал воде)
Садех (Фестивал ватре)
Мехреган (Јесењи фестивал)
Шаб-е-Јалда (зимска гозба)
Чахаршанбе Сури

## Перзијски тепих
У Ирану су персијски ћилими одувек били витални дио персијске културе.
Иранци су били једни од првих људи у историји који су ткали тепихе. Прво произилазећи из појма основне потребе, персијски тепих је започео као једноставно/чисто ткање тканине које је помогло номадским људима који живе у древном Ирану да остану топли од хладне, влажне земље. Како је време одмицало, сложеност и љепота ћилима су порасли до тачке у којој се теписи сада купују као украсни дијелови. Због дуге историје финог ткања тепиха од свиле и вуне у Ирану, перзијски теписи су свјетски познати као неки од најљепших, замршено дизајнираних простирки које су доступне. У разним мјестима у Ирану, чини се да су теписи нека од најцјењенијих ствари локалног становништва. Иран тренутно производи више тепиха и простирких него све друге земље у свијету заједно.

## Књижевност Ирана
Књижевност Ирана је једна од најстаријих и најславнијих књижевности на свијету, која обухвата више од 2500 година, од многих ахеменидских натписа, као што је натпис Бехистун, до прослављених иранских пјесника из златног доба ислама и модерног Ирана. Иранска књижевност је описана као једна од великих књижевности човјечанства и једно од четири главна тијела свјетске књижевности. Уважени професор Л. П. Елвел-Сатон описао је књижевност персијског језика као „једну од најбогатијих поетских књижевности свијета“.
Преживело је врло мало књижевних дјела из предисламског Ирана, дијелом због уништења библиотека у Персепољу од стране Александра Македонског током ере Ахеменида и накнадне инвазије Арапа на Иран 641. године, који су настојали да искорене све не-Куранске текстоеи. То је довело до тога да су све иранске библиотеке уништене, књиге спаљене или бачене у рокеке. Једини начин на који су Иранци могли да заштите ове књиге био је да их закопају, али су многи текстови временом заборављени. Чим су околности дозвољавале, Иранци су писали књиге и састављали библиотеке.
Иранска књижевност обухвата разноврсну књижевност на језицима који се користе у Ирану. Савремена иранска књижевност обухвата персијску књижевност, азербејџанску књижевност, курдску књижевност и књижевност преосталих мањинских језика. Персијски је преовлађујући и службени језик Ирана и током иранске историје био је најутицајнији књижевни језик нације. Персијски језик је често називан најдостојнијим језиком на свијету који служи као канал за поезију. Азербејџанска књижевност је такође имала дубок утицај на иранску књижевност јер је веома развијена након првог поновног уједињења Ирана у 800 година под Сафавидским царством, чији су владари сами писали поезију. Остало је неколико књижевних дјела на изумрлом иранском језику старог азерског језика који је коришћен у Азербејџану прије лингвистичке турцификације народа у региону. Курдска књижевност је такође имала дубок утицај на књижевност Ирана, укључујући различите курдске дијалекте који се говоре широм Блиског истока. Најранија дела курдске књижевности су она песника из 16. вијека Малаје Џазирија.
Савремена иранска књижевност је била под утицајем класичне персијске поезије, али такође одражава посебности савременог Ирана, кроз писце као што су Хоушанг Моради-Кермани, најпревођенији модерни ирански писац и пјесник Ахмад Шамлу.

### Поезија и писање
У Ирану се поезија одувек сматрала супериорном од прозе. Ова два начина организовања текста разликовала су се не само у рими и ритму, већ и у игри између експлицитног значења и скривених, имплицитних нијанси. Рудаки је стајао на почетку иранске поезије, први бисери персијске поезије припадају његовом перу.
Персијска проза је, пак, рођена у 10. вијеку, за време владавине Саманида у Бухари. То је углавном била проза религиозног садржаја.
Упркос колосалном утицају исламске цивилизације, класична персијска поезија није изгубила своје језичке корене и у великој мјери се ослањала на традицију и културно памћење, снажну везу са предисламским периодом, што је било изражено у метру (упркос чињеници да је прилагођена на арапски), рјечник и кључне теме.
Од персијских пјесника који су ушли у историју књижевности, вриједи поменути: Фирдуси, Ибн Сина, Омар Хајам, Рудаки, Саади, Руми, Хафиз, Незами Ганџави, Џами. Ови пјесници су инспирисали Гетеа, Ралфа Волда Емерсона и многе друге.

### Персијска калиграфија
У Ирану, након ширења ислама и арапског писма, на основу којих је настала персијска азбука, калиграфија је одувек била једна од највиших, најцењенијих умјетности, као и у другим земљама муслиманског истока. Било је много стилова, врста и рукописа калиграфије: Куфик, Талик (шпански за службену преписку), Сулс, Шекасте (шпански за писма и поетска дјела), Наск (шпански за преписивање књига), Тугра, Насталик. Овај други, који је, према предању, створио чувени табризски мајстор Мир Али Хасан у 15. вијеку, за вријеме владавине Бајсанкора Мирзе у Херату, био је посебно популаран међу персијским калиграфима. Овај рукопис је настао на основу већ постојећег талика и наска, затим је током времена претрпио бројне промјене да би на крају стигао до данашњих дана и још увек се користи у Ирану, Централној Азији, Пакистану и Индији. Насталик је постао широко распрострањен, укључујући и у облику многих нових рукописа насталих на његовој основи, посебно због своје лакоће брзине писања, читљивости, елеганције, као и способности да јасно истакне риму и гребене у поетским дјелима.
Калиграфија је коришћена за преписивање текста Курана, хадиса, писама, књига и дизајнирања поетских редова..

## Модерна култура

### Кинематографија
Са 300 међународних награда у последњих 10 година, ирански филмови настављају да се славе широм света. Најпознатији персијски редитељи су Абас Киаростами, Маџид Маџиди, Џафар Панахи и Асгар Фархади.

### Савремена умјетност
Постоји оживљавање интересовања за иранске савремене умјетнике и умјетнике из веће иранске дијаспоре. Кључне личности су Ширин Алиабади, Мохамед Ехсај, Рамин Хаеризадех, Рокни Хаеризадех, Голназ Фати, Монир Шахруди Фарманфармајан, Парастоу Форухар, Поуран Ђинчи, Фархад Мошири, Ширин Нешат, Парвиз Танаволи, И. З. Хоуди Зеиндер и Чарлс Хоуди Зеиндер.

## Ирански медији
Новине: „Кеихан“, „Еттелаат“.
Емитовање:
- Ирански телевизијски канал "Прес ТВ"
- Владина радио и телевизија – „Глас Исламске Републике Иран“

Страно емитовање у земљи врши америчка радио станица Радио Фарда (енгл. Radio Farda), огранак RFE/RL.
Новинске агенције:
- Национална новинска агенција ИРНА (IRNA)
- Национална новинска агенција ФАРС (FARS, Fars News Agency)
- Иранска студентска новинска агенција (ИСНА, ISNA)

## Музика
Иранска музика је директно утицала на културе Западне Азије, Централне Азије, Европе и Јужне Азије. Углавном је утицао и изградио већи дио музичке терминологије суседних турских и арапских култура, а доспио је у Индију преко Перзијанског могулског царства из 16. вијека, чији је двор промовисао нове музичке форме доводећи иранске музичаре.
Иран је мјесто поријекла сложених инструмената, са инструментима који датирају из трећег миленијума п. н. е. Бројне трубе направљене од сребра, злата и бакра пронађене су у источном Ирану које се приписују цивилизацији Окус и датирају између 2200. и 1750. године п. н. е. Употреба и вертикалних и хоризонталних угаоних харфа документована је на археолошким налазиштима Мадакту (650.  п. н. е.) и Кул-е Фара (900.–600.  п. н. е.), са највећом колекцијом еламитских инструмената документованом у Кул-е Фари. Вишеструки прикази хоризонталних харфи су такође извајани у асирским палатама, који датирају између 865. и 650. године  п. н. е.
Владавина сасанијског владара Хосрова II сматра се "златним добом" за иранску музику. Сасанидска музика је мјесто гдје многе музичке културе свијета вуку своје далеко поријекло. Двор Хосрова II угостио је низ истакнутих музичара, укључујући Азада, Бамшада, Барбада, Нагису, Рамтина и Саркаша. Међу овим посведоченим именима, Барбад се памти у многим документима и назван је као изузетно високо квалификован. Био је пјесник-музичар који је развио модалну музику, можда је измислио лауту и музичку традицију која је требало да се трансформише у форме дастгах и макам. Приписује му се да је организовао музички систем који се састоји од седам „краљевских модуса“ (хосровани), 30 изведених модуса (нава) и 360 мелодија (дастан).
Академска класична музика Ирана, поред очувања мелодијских типова који се често приписују сасанидским музичарима, заснована је на теоријама звучне естетике коју су излагали ирански музички теоретичари у раним вековима након муслиманског освајања Сасанида. Царство, прије свега Ибн Сина, Ел Фараби, Кутбудин Ширази и Сафиаддин Урмави.

## Плес
Иран има богату и древну плесну културу која се протеже до шестог миленијума п. н. е. Плесови из древних артефаката, ископани на археолошким праисторијским локалитетима Ирана, приказују живу културу која мијеша различите облике плесова за све прилике. У комбинацији са музиком, артефакти су приказивали глумце, играче и обичне људе који плешу у представама, драмама, прославама, жаловању и вјерским ритуалима са опремом као што су костими животиња или биљака, маске и околни предмети. Како је вријеме одмицало, ова култура плеса је почела да се развија и цвјета.
Иран је мултиетничка нација. Иако су културе њених етничких група веома сличне и у већини области скоро идентичне, свака има свој посебан и специфичан плесни стил. Иран поседује четири категорије плеса, а то су: групни плесови, соло импровизациони плес, ратни или борбени плесови и духовни плесови.
Типично, групни плесови су често јединствени и названи по региону или етничким групама са којима су повезани. Ови плесови могу бити ланчани плесови који укључују групу или чешћи групни плесови који се углавном изводе на свечаним приликама као што су венчања и прославе Новруза који се мање фокусирају на заједничку линију или плесове у кругу, а више на соло импровизацијске форме, при чему сваки плесач интерпретира музику на свој посебан начин, али у оквиру специфичног распона плесног рјечника понекад мијешајући друге плесне стилове или елементе.
Ратни или борбени плесови, имитирају борбу или помажу у обуци ратника. Могло би се тврдити да су мушкарци из Зурхане („Куће снаге“) и њихови ритуализовани покрети за обуку рвања познати као врста плеса под називом „Рагхс-е-Па“ или „Паи-Бази“ са плесовима и акцијама урађено у Зурхану такође подсјећајући на борилачку вјештину.
Духовни плесови у Ирану су познати као "сама". Постоје различите врсте ових духовних плесова који се користе у духовне сврхе као што је ослобађање тела од злих предзнака и злих духова. Ови плесови укључују транс, музику и сложене покрете. Пример таквог плеса је плес Белучија који се зове "ле'б говати", који се изводи да би се наводно опседнута особа ослободила запосједнутог духа. На језику Белуџија, израз „говати“ се односи на психички болесне пацијенте који су се опоравили кроз музику и плес.
Најранији истражени плесови из Ирана је плес који обожава Митру, зороастријско анђеоско божанство савеза, свјетлости и заклетве, који је уобичајено користио римски култ Митре. Једна од церемонија култа укључивала је жртвовање бика након чега је усљедио плес који је подстицао животну снагу. Култ Митре је био активан од 1. вијека н.е. до 4. вијека н.е. и обожавао је мистеријску религију инспирисану иранским обожавањем Митре. Био је ривал хришћанству у Римском царству и на крају је потиснут у 4. вијеку нове ере од стране римских власти у корист хришћанства. То је учињено како би се супротставио већем иранском културном утицају који се ширио широм Римског царства. Култ је био веома поштован и цијењен у цијелом Римском царству са центром у Риму, и био је популаран широм западне половине царства, све до југа до римске Африке и Нумидије, све до сјевера до Римске Британије и у мањој мери у Римска Сирија на истоку.

## Архитектура
Историја иранске архитектуре датира од најмање 5.000 година п. н. е. са карактеристичним примерима распоређеним на огромном подручју од Турске и Ирака до Узбекистана и Таџикистана до Јужног Кавказа и Занзибара. Тренутно постоји 19 УНЕСКО-ових мјеста свјетске баштине које су дизајнирали и изградили Иранци, од којих се 11 налази ван Ирана. Иранска архитектура показује велику разноликост и структуре и естетике и упркос поновљеним траумама деструктивних инвазија и културних шокова, ирански жар и идентитет су увек тријумфовали и цвјетали. Заузврат, она је у великој мјери утицала на архитектуру њених освајача од Грка преко Арапа до Турака.
Традиционална тема иранске архитектуре је космички симболизам, који осликава комуникацију и учешће човјека са силама неба. Ова тема не само да је дала континуитет и дуговјечност архитектури Ирана, већ је била и примарни извор њеног емоционалног карактера нације. Иранска архитектура се креће од једноставних структура до „неких од највеличанственијих структура које је свијет икада видио“.
Ирански архитектонски стил је комбинација интензитета и једноставности за формирање непосредности, док орнамент и, често, суптилне пропорције награђују континуирано посматрање. Иранска архитектура користи обиље симболичке геометрије, користећи чисте форме као што су круг и квадрат, а планови су засновани на често симетричним распоредима са правоугаоним двориштима и холовима. Најважније врлине иранске архитектуре су: „изражен осјећај за форму и размјере; структурална инвентивност, посебно у конструкцији сводова и куполе; геније за декорацију са слободом и успјехом који се не може мјерити ни у једној другој архитектури“.
Традиционална архитектура Ирана кроз вијекове је категорисана у двије породице и шест сљедећих класа или стилова. Двије категорије су зороастријски и исламски, што се односи на ере предисламског и постисламског Ирана, а шест стилова, по редоследу њихове ере, су: парзијски, партски хорасански, рази, азари, есфахански. Предисламски стилови се ослањају на 3000 до 4000 година архитектонског развоја различитих цивилизација Иранске висоравни. Заузврат, постисламска архитектура Ирана црпи идеје из свог предисламског претходника и има геометријске и понављајуће форме, као и површине које су богато украшене глазираним плочицама, резбареним штукатурама, шареном циглом, цвјетним мотивима и калиграфијом.
Поред историјских капија, палата, мостова, зграда и вјерских објеката који истичу високо развијену надмоћ иранске умјетности архитектуре, ирански вртови су такође примјер иранске космичке симболике и јединственог стила комбиновања интензитета и једноставности за непосредност форме. Тренутно постоји 14 иранских вртова који су на листи УНЕСКО-ве свјетске баштине, од којих се 5 налази ван Ирана. Традиционални стил иранских вртова треба да представља земаљски рај или рај на Земљи. Од времена Ахеменидског царства, идеја о земаљском рају се ширила кроз иранску књижевност у друге културе, а ријеч за рај на иранским језицима Авестија, Старог Персијског и Медијанског, проширила се на језике широм свијета. Стил и дизајн иранске баште у великој мери су утицали на баштенске стилове земаља од Шпаније до Италије и Грчке до Индије, а неки значајни примери таквих вртова су баште Алхамбре у Шпанији, Хумајунова гробница и Таџ Махал у Индији, Хеленистички вртови Селеукидског царства и Птолемеја у Александрији.

## Кухиња
Иранска кухиња се односи на кулинарске праксе Ирана. Због историјски уобичајене употребе термина „Персија“ за означавање Ирана у западном свијету, је алтернативно позната као персијска кухиња, упркос томе што су Персијанци само једна од мноштва иранских етничких група који су допринијели иранској кулинарској традицији.
Кухиња Ирана је током своје историје остварила широк контакт са кухињама сусједних региона, укључујући кухињу са Кавказа, централноазијску кухињу, грчку кухињу, левантијску кухињу, месопотамску кухињу, руску кухињу и турску кухињу. Аспекти иранске кухиње су такође значајно усвојени од стране индијске кухиње и пакистанске кухиње кроз различите историјске перзијанске султанете који су цвјетали током муслиманске владавине на индијском потконтиненту, при чему је најистакнутија и најутицајнија од ових држава била Могулско царство.
Типична иранска главна јела су комбинације пиринча са месом, поврћем и орасима. Често се користи зачинско биље, уз воће као што су шљиве, нар, дуња, суве шљиве, кајсије и суво грожђе. Карактеристични ирански зачини и ароме као што су шафран, кардамом, сушени креч и други извори киселих арома, цимет, куркума и першун се мјешају и користе у разним јелима.
Изван Ирана, снажно присуство иранске кухиње може се наћи у градовима са значајном популацијом иранске дијаспоре, односно у области залива Сан Франциска, Торонту, Хјустону и посебно Лос Анђелесу и његовој околини.

## Спорт у Ирану
- Игра поло је настала од иранских племена у древним временима и редовно се виђала широм земље све до револуције 1979. године када је постала повезана са монархијом. Игра се и даље, али само у руралним срединама и дискретно. У посљедње вријеме, од 2005. године, добија све већи публицитет. У марту 2006. године одржан је турнир који је био веома популаран и сви значајни мечеви се сада преносе на телевизији.
- Пахлевани и зурхане ритуали у Ирану.

## Традиционални културни насљедници старе Персије
Попут персијског тепиха који показује бројне боје и форме у блиставом приказу топлине и креативности, персијска култура је љепак који повезује народе западне и централне Азије. Јужни Кавказ и Централна Азија „заузимају важно мјесто у историјској географији персијске цивилизације“. Већи дио региона био је укључен у предисламска персијска царства, а многи његови древни народи су или припадали иранском огранку индоевропских народа (нпр. Медијци и Согиди), или су били у блиском културном контакту са њима (нпр. Јермени). Према речима иранолога Ричарда Нелсона Фраја:
Много пута сам нагласио да садашњи народи централне Азије, било да говоре ирански или турски, имају једну културу, једну религију, један скуп друштвених вриједности и традиција са само језиком који их раздваја..
Култура Персије се тако развијала током неколико хиљада година. Али историјски гледано, народи данашњег Ирана, Курдистанске регије, Јерменије, Азербејџана, Турске, Узбекистана, Таџикистана, Туркменистана, источне Грузије и Авганистана повезани су једни с другима као дио већег група народа великоиранске културно-историјске сфере. Сјеверни Кавказ је такође у сфери утицаја персијске културе, што се може вијдети из многих преосталих реликвија, рушевина и књижевних дјела из тог региона „(e.g. 1)”. Архивирано из оригинала 08. 11. 2005. г. (e.g. 2)
- Иран је препун гробова песника и музичара, као што је ова која припада Рахи Мо'аиерију. Илустрација дубоког уметничког наслеђа Ирана.
- Ирански шаховски сет (шатрањ), глазирани фризер, Нишапур из 12. века. Њујорк Метрополитен музеј умјетности.
- Древна ледена кућа, звана јачал, изграђена у давна времена за складиштење леда током лета.

## Доприноси човјечанству у античкој историји
Од скромне цигле, до вјетрењаче, Персијанци су помјешали креативност са умјетношћу и понудили свијету бројне доприносе. Оно што слиједи је листа само неколико примјера културних доприноса Великог Ирана.
- (10.000 година пре нове ере) – Најраније познато припитомљавање козе.[88][89][90][91]
- (6000. п. н. е.) – Модерна цигла.[92] Неке од најстаријих до сада пронађених опека су персијске, из око 6000. п. н. е.
- (5000. п. н. е.) – Проналазак вина. Откриће које су направиле ископавања Универзитета Пенсилваније у Хаџи Фируз Тепеу у северозападном Ирану.[93]
- (5000. п. н. е.) – Проналазак тар (лаута), који је довео до развоја гитаре.[94][95]
- (3000. п. н. е.) – Зигурат. Сиалк зигурат, према Организацији за културну баштину Ирана, претходи зигурату Ура или било ког другог од 34 зигурата Месопотамије.
- (3000. п. н. е.) – На истоку Ирана појављује се игра која личи на бекгаммон.[96]
- (1400. п. н. е. – 600. п. н. е.) – Зороастризам: где је настао први пророк монотеистичке вере према неким научницима,[97] тврдећи да је зороастризам „најстарија од откривених верских религија, која је вероватно имала већи утицај на човечанство директно или посредно, више од било које друге вере“.[98][99]
- (576. п. н. е. – 529. п. н. е.) – Цирусов цилиндар: Прва светска повеља о људским правима.[100]
- (521. п. н. е.) – Игра поло.[101]
- (500. п. н. е.) – Први банкарски систем, у време Ахеменида, успостављање државних банака за помоћ пољопривредницима у време суше, поплава и других природних катастрофа у облику зајмова и зајмова за опрост за поновно покретање својих фарми и сточарства. Ове владине банке су биле ефикасне у различитим облицима све до краја Сасанијског царства пре инвазије Арапа на Персију.
- (500. п. н. е.) – Ријеч „чек” има персијски корен у старом персијском језику. Употреба овог документа као провјере била је у употреби од времена Ахеменида до краја Сасанидског царства. Ријеч [Бонцак, или Бонџагх] на савременом персијском језику је нова верзија старог авестанског и пахлави језика "провера". На перзијском то значи документ који личи на вриједност новца за злато, сребро и имовину. По закону, људи су могли да купују и продају ове документе или да их размјењују.
- (500. п. н. е.) – Најстарија намирница на свијету.
- (500. п. н. е.) – Први систем опорезивања (под Ахеменидским царством).
- (500. п. н. е.) – „Краљевски пут“ – прва курирска пошта.[102]
- (500. п. н. е.) – Извор за увођење домаће пилетине у Европу.
- (500. п. н. е.) – Прва култивација спанаћа.
- (400. п. н. е.) – Јахчали, древни фрижидери.
- (400. п. н. е.) – Сладолед.
- (250. п. н. е.) – Првобитно ископавање Древног Суецког канала, започето под Даријем, завршено под Птолемејима.[103]
- (50. н.е.) – Брескве, воће кинеског порекла, унесене су на запад преко Персије, на шта указује њихово латинско научно име, Прунус персица, од којег (преко француског) потичемо енглеску реч „бресква“.[104]
- (271. не) – Академија Гундишапура – Прва болница.[105]
- (700 АД) – Колачић.
- (700. н.е.) – Ветрењача.[106]
- (864 АД – 930 АД) – Прва систематска употреба алкохола у медицини: Рхазес.[107]
- (1000. н.е.) – Тулипани су први пут узгајани у средњовековној Персији.[108]
- (1000. н.е.) – Увођење папира на запад.[109]
- (935 АД – 1020 АД) – Фердовси пише Шахнаму (Књигу о краљевима) која је резултирала оживљавањем иранске културе и ширењем иранске културне сфере.
- (980 АД – 1037 АД) – Авицена, лекар, пише Канон медицине, један од темељних приручника у историји модерне медицине.
- (1048 АД – 1131 АД) – Хајам, један од највећих полиматичара свих времена, представља теорију хелиоцентричности својим вршњацима. Његов допринос постављању темеља алгебре је такође вредан пажње.
- (1207 АД – 1273 АД) – Руми пише поезију и 1997. године преводи су били бестселери у Сједињеним Државама.[110]
- Алгебра и тригонометрија: Ирански научници су били директно одговорни за успостављање алгебре, напредак медицине и хемије и откриће тригонометрије.[111]
- Канат, подземни аквадукти.
- Хватач вјетра, древна клима за становање.

## Види
- Ахеменидско царство
- Сафавидска умјетност